# 国枝史郎
国枝 史郎（くにえだ しろう、1887年10月4日 – 1943年4月8日）は日本の小説家。怪奇・幻想・耽美的な伝奇小説の書き手。他に探偵小説、戯曲なども執筆。現在の長野県茅野市出身。

## 経歴
長野県諏訪郡宮川村（現在の茅野市）に、県庁・郡役所勤めの父の四男に生まれる。父の仕事の都合で小学校を点々とし、旧制長野中学に入学、剣道に熱中する。しかし蛮勇が元で放校処分を受け、海軍士官の兄により東京に引き取られ、郁文館中学校入学。
1908年中学卒業後、海軍兵学校を受験するが失敗し、早稲田大学英文科に入学。詩や演劇などの創作活動に熱中し、『文庫』『三田文学』『太陽』などに小説を寄稿、大学の先輩小川未明の主宰した青鳥会にも参加。1910年にフォン・ショルツ、ダヌンツィオ、ワイルド、メーテルリンクなどの影響を受けた戯曲集『レモンの花の咲く丘へ』を自費出版し、高い評価を受けた。1911年頃から演劇活動に打ち込み、東京俳優座や川村花菱の活動に参加、また『劇と詩』『早稲田文学』に詩や戯曲を執筆した。
1914年に大学を中退して大阪朝日新聞に入社し、新聞記者となる。1917年、松竹座に入社、同社専属の脚本家となる。この年、第二戯曲集『黒い外套の男』を自費出版。
1920年バセドウ病を患い、松竹座を退社。茅野の実家に戻る。1921年木曽福島町に移住、この頃から大衆文学の執筆を始め、『講談倶楽部』『講談雑誌』『少年倶楽部』などに執筆。1922年 岐阜県中津川に移住するが、すぐに徳島県相生町に移る。青い鳥会のメンバーだった生田蝶介の求めで9月から『講談雑誌』誌上で『蔦葛木曽桟』の連載を開始、一躍人気作家となる。1923年に市川すゑと結婚。同年『新趣味』に探偵小説「砂漠の古都』を、イー・ドム・ムニエ作の翻訳として発表。翌年『文芸倶楽部』に「八ヶ嶽の魔神」を連載。この頃、鎌倉彦郎、宮川茅野雄、西井菊次郎のペンネームも用いた。翌年には『苦楽』で「神州纐纈城」、『サンデー毎日』で「名人地獄」も連載開始し、4本の長編連載をかかえることになった。また白井喬二の「二十一日会」に参加、1926年創刊された『大衆文芸』にも執筆した。
1927年小酒井不木らとともに合作組合「耽奇社」を結成、「飛機脾睨」「白頭の巨人」などに参加、『講談倶楽部』に「神秘昆虫館」、『文藝春秋』に「暁の鐘は西北より」執筆。
1929年愛知県知多市新舞子に転居。1935年頃から現代小説を書き始めるが成功せず、ダンス教習所や喫茶店などの経営に手を染め、執筆からは遠ざかる。1943年喉頭癌のため聖路加病院で死去。戒名は恭徳院文峰史乗居士。茅野市の宗湖寺
に葬られる。
1968年『神州纐纈城』復刊により再評価され、三島由紀夫にも「文藻のゆたかさと、部分的ながら幻想美の高さと、その文章のみごとさと、今読んでも少しも古くならぬ現代性に驚いた」（「小説とは何か」1972年）と評される。またこれに続く小栗虫太郎、江戸川乱歩、夢野久作、久生十蘭など怪奇幻想ものブームのさきがけとなった。

## 作品
『蔦葛木曽桟』『八ヶ嶽の魔神』『神州纐纈城』が三大傑作とされる。

### 作品リスト
- 『レモンの花咲く丘へ』東京堂書店 1910年（戯曲集）
- 『蔦葛木曽桟』聚芳閣 1926年（1922-26年『講談雑誌』に連載）
- 『沙漠の古都』（1923年『新趣味』にイー・ドニ・ムニエ作、国枝史郎訳として発表）
- 『八ヶ嶽の魔神』（1924-26年『文芸倶楽部』に連載）
- 『神州纐纈城』（1925-26年『苦楽』に連載、未完）
- 『暁の鐘は西北より』（1927年『文藝春秋』に連載、未完）
- 『神秘昆虫館』1940年
- 『名人地獄』聚芳閣 1925年
- 『銀三十枚』
- 『建設者』平凡社 1929年
- 『南蛮秘話森右近丸』
- 『娘煙術師』（1928-29年『朝日新聞』に連載）
- 『生死卍巴』
- 『十二神貝十郎手柄話』
- 『血煙天明陣』（1933-34年『東京日日新聞』に連載）
- 『ダンサー』春陽堂 1933年（1932年『婦人公論』に連載した現代もの、出版直後に発禁）
- 『あさひの鎧』一誠社 1936年
- 『剣侠』
- 『血曼陀羅紙帳武士』
- 『哥老会事変』 三杏書院 1942年
- 『犯罪列車』未知谷 2013年

### 作品集・出版物
- 『国枝史郎伝奇文庫』講談社、1976年

. NCID BA87757738
- 『国枝史郎伝奇全集一巻』未知谷、1992年

ISBN 978-4915841057
- - 蔦葛木曽桟
  - 砂漠の古都
  - 八ケ獄の魔神
  - 大捕物仙人壷
- 『国枝史郎伝奇全集二巻』ISBN 978-4915841064
  - 神州纐纈城
  - 名人地獄
  - 任侠二刀流
  - 哥老会事変
- 『国枝史郎伝奇全集三巻』ISBN 978-4915841071
  - 娘煙術師
  - 剣侠受難
  - 神秘昆虫館
  - 加利福尼亜の宝島
  - 南蛮秘話森右近丸
- 『国枝史郎伝奇全集四巻』ISBN 978-4915841088
  - 剣侠
  - 暁の鐘は西北より
  - 生死卍巴
  - 明暗二道
  - 十二神貝十郎手柄話
  - 天守閣の音
  - 大鵬のゆくえ
- 『国枝史郎伝奇全集五巻』ISBN 978-4915841095
  - 血煙天明陣
  - 猫の蚤とり武士
  - 前記天満焼
  - 血ぬられた懐刀
  - 短篇I
- 『国枝史郎伝奇全集六巻』ISBN 978-4915841101
  - あさひの鎧
  - 血曼陀羅紙帳武士
  - 仇討姉妹笠
  - 銅銭会事変
  - 銀三十枚
  - 短篇II
- 『国枝史郎伝奇全集補巻』ISBN 978-4915841187
  - 煉獄二道
  - 東亜の謎
  - ダンサー
- 講談社大衆文学館文庫
  - 『神州纐纈城』1995年
  - 『八ヶ嶽の魔神』1996年
  - 『蔦葛木曽桟』1996年
- 『国枝史郎ベスト・セレクション 伝奇ノ匣1』学習研究社〈学研M文庫〉、2001年)ISBN 978-4059000679
- 『国枝史郎探偵小説全集』作品社、2005年ISBN 978-4861820489
- 『国枝史郎歴史小説傑作選』作品社、2006年ISBN 978-4861820724
- 『国枝史郎伝奇短篇小説集成』作品社、2007年 
  - 第1巻ISBN 978-4861820939
  - 第2巻ISBN 978-4861820977
- 『神州纐纈城』河出書房新社〈河出文庫〉、2008年ISBN 978-4309408750
- 『沙漠の古都』河出書房新社、2018ISBN 978-4309026916

## 原作作品
- 石川賢『神州纐纈城』講談社 2004-05年ISBN 978-4-06-364531-6